# 6-Stunden-Rennen von Watkins Glen 1980

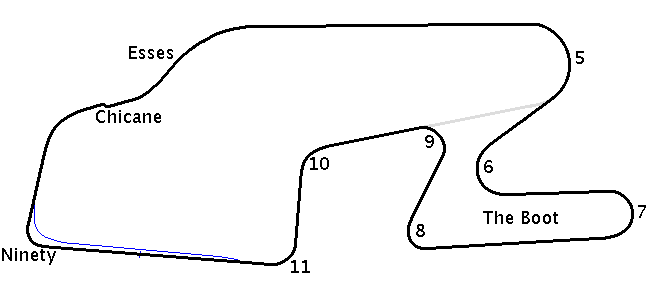
Streckenlayout des Watkins Glen International (1975–1985)

Das 6-Stunden-Rennen von Watkins Glen 1980, auch World Championship 6-Hours with CRC Chemicals Trans-Am and the Can-Am for the Citicorp Can-Am Challenge, The Glen, Toyota Paces The Races, Watkins Glen Grand Prix Circuit, fand am 6. Juli auf dem Watkins Glen International Speedway statt und war der elfte Wertungslauf der Sportwagen-Weltmeisterschaft dieses Jahres.

## Das Rennen
Mit einem Doppelsieg der Werks-Lancia Beta Montecarlo Turbo ging der elfte Wertungslauf der Sportwagen-Weltmeisterschaft 1980 zu Ende. Hans Heyer und Riccardo Patrese gewannen das Rennen vor den Teamkollegen Michele Alboreto und Eddie Cheever. Da die Veranstaltung auch zur Trans-Am-Serie dieses Jahres zählte, waren dort ebenfalls homologierte Rennwagen startberechtigt. In der Rennklasse blieben John Bauer und Larry Green auf einem Porsche 911SC erfolgreich. Die GT-Klasse gewannen Bruce Jenner, der Zehnkampfolympiasieger der Olympischen Sommerspiele 1976, Chester Vincentz und Bob Garretson im Porsche 934.

## Ergebnisse

### Schlussklassement
| Pos.            | Klasse   | Nr. | Team                        | Fahrer                                          | Fahrzeug                     | Runden |
| --------------- | -------- | --- | --------------------------- | ----------------------------------------------- | ---------------------------- | ------ |
| 1               | Gr. 5    | 31  | Lancia Corse                | Hans Heyer Riccardo Patrese                     | Lancia Beta Montecarlo Turbo | 139    |
| 2               | Gr. 5    | 32  | Lancia Corse                | Michele Alboreto Eddie Cheever                  | Lancia Beta Montecarlo Turbo | 138    |
| 3               | Gr. 5    | 6   | Dick Barbour Racing         | John Fitzpatrick Brian Redman                   | Porsche 935K3/80             | 134    |
| 4               | Gr. 5    | 0   | Interscope Racing           | Ted Field Danny Ongais                          | Porsche 935K3/80             | 133    |
| 5               | Gr. 5    | 4   | Dick Barbour Racing         | Jürgen Barth Volkert Merl                       | Porsche 935K3                | 133    |
| 6               | Gr. 5    | 33  | Jolly Club                  | Piercarlo Ghinzani Martino Finotto              | Lancia Beta Montecarlo Turbo | 133    |
| 7               | Gr. 5    | 69  | Racing Associates           | Roy Woods Bob Akin Charles Mendez               | Porsche 935K3                | 132    |
| 8               | Gr. 5    | 13  | Andial Racing               | Randolph Townsend Harald Grohs                  | Porsche 935                  | 130    |
| 9               | Gr. 5    | 85  | Whittington Brothers Racing | Don Whittington Hurley Haywood Dale Whittington | Porsche 935K3                | 130    |
| 10              | Gr. 5    | 25  | Red Lobster Racing          | Kenper Miller Dave Cowart                       | BMW M1                       | 127    |
| 11              | Gr. 5    | 07  | Heimrath Racing             | Ludwig Heimrath senior Johnny Rutherford        | Porsche 935                  | 122    |
| 12              | Trans-Am | 98  | Green Racing                | John Bauer Larry Green                          | Porsche 911SC                | 121    |
| 13              | Gr. 5    | 5   | Racing Associates           | Skeeter McKitterick Charles Mendez              | Porsche 935K3                | 117    |
| 14              | Gr. 5    | 73  | JLP Racing                  | John Paul junior John Paul senior Preston Henn  | Porsche 935 JLP-2            | 116    |
| 15              | Trans-Am | 11  | Aquilante Wolpert           | David Wolpert Tom Aquilante Wade White          | Chevrolet Corvette           | 114    |
| 16              | Trans-Am | 57  | Porsche-Audi Northwest      | Monte Shelton Bruce Leven                       | Porsche 911SC                | 114    |
| 17              | Trans-Am | 81  | Philip Keirn                | Philip Keirn Ed Errington                       | Chevrolet Corvette           | 107    |
| 18              | GT       | 36  | Electrodyne Racing          | Bruce Jenner Chester Vincentz Bob Garretson     | Porsche 934                  | 102    |
| 19              | Trans-Am | 9   | Rocky Mountain Performance  | Bob Raub Roy Woods                              | Chevrolet Camaro             | 101    |
| 20              | Trans-Am | 93  | Little Foreign Car Shop     | Michael Oleyar Bill Craine                      | Chevrolet Corvette           | 93     |
| 21              | Trans-Am | 18  | Tom Rynone                  | David Kicak Tom Eastham                         | Chevrolet Corvette           | 93     |
| 22              | Trans-Am | 52  | Fred Schuler                | David Schuler Robert Schuler                    | Datsun 280ZX                 | 84     |
| 23              | Trans-Am | 64  | Auto Barn                   | Bob Baechle David Laughlin                      | Chevrolet Corvette           | 84     |
| Ausgefallen     |          |     |                             |                                                 |                              |        |
| 24              | Trans-Am | 83  | Forrest Leifheit            | Herb Forrest Craig Leifheit                     | Chevrolet Corvette           | 98     |
| 25              | Gr. 5    | 19  | Chris Cord                  | Chris Cord Jim Adams                            | Chevrolet Monza              | 91     |
| 26              | Trans-Am | 23  | Metal Craft Racing          | Bob Zulkowski Gary Pullyblank Bernie Storc      | Porsche 914/6                | 74     |
| 27              | Trans-Am | 26  | Robert Overby               | Robert Overby Frank Harmstad                    | Porsche 911SC Targa          | 72     |
| 28              | Gr. 5    | 80  | Maurice Carter              | Maurice Carter Tony DeLorenzo                   | Chevrolet Camaro             | 67     |
| 29              | Gr. 5    | 30  | Electrodyne Racing          | Reinhold Joest Giampiero Moretti                | Porsche 935J                 | 67     |
| 30              | Trans-Am | 10  | Rocky Mountain Performance  | Bob Young Bob Lazier                            | Chevrolet Camaro             | 42     |
| 31              | Trans-Am | 46  | Buist Syfert                | Catherine Kizer Jack Broomall                   | Chevrolet Corvette           | 40     |
| 32              | Gr. 5    | 68  | USA Racing                  | Dave Heinz Bob Nagel Richard Valentine          | Chevrolet Corvette           | 40     |
| 33              | Trans-Am | 16  | Tom’s Mechanical Emporium   | Tom Roberts Paul Schulte                        | Chevrolet Camaro             | 34     |
| 34              | Gr. 5    | 28  | Marty Hinze                 | Marty Hinze Dale Whittington                    | Porsche 935                  | 18     |
| 35              | Trans-Am | 60  | Atlas Van Lines             | John Brandt Mark Pielsticker Keith Feldott      | Chevrolet Corvette           | 14     |
| 36              | Gr. 5    | 20  | BMW North America           | Hans-Joachim Stuck David Hobbs                  | BMW M1                       | 10     |
| 37              | Trans-Am | 38  | University of Pittsburgh    | Bob Fyer Don Yenko                              | AMC Javelin                  | 10     |
| 38              | Gr. 5    | 71  | Dick Barbour Racing         | Bobby Rahal Jürgen Barth Bob Garretson          | Porsche 935K3                | 6      |
| Nicht gestartet |          |     |                             |                                                 |                              |        |
| 39              | Gr. 5    | 00  | Interscope Racing           | Ted Field Danny Ongais                          | Porsche 935/77A              | 1      |
| 40              | Gr. 5    | 3   | Jim Busby                   | Jim Busby Rick Mears Peter Gregg                | Porsche 935M16               | 2      |
| 41              | GT       | 91  | Framm Promotions            | Roger Schramm Rudy Bartling                     | Porsche Carrera RSR          | 3      |

1 nicht gestartet
2 nicht gestartet
3 nicht gestartet

### Nur in der Meldeliste
Hier finden sich Teams, Fahrer und Fahrzeuge, die ursprünglich für das Rennen gemeldet waren, aber aus den unterschiedlichsten Gründen daran nicht teilnahmen.
| Pos. | Klasse   | Nr. | Team                        | Fahrer                                         | Chassis            |
| ---- | -------- | --- | --------------------------- | ---------------------------------------------- | ------------------ |
| 42   | Trans-Am | 27  | Corvette America            | Kerry Hitt                                     | Chevrolet Corvette |
| 43   | Gr. 5    | 79  | Sports Ltd. Racing          | Bob Bergstrom Pat Bedard                       | Mazda RX-7         |
| 44   | Trans-Am | 90  | Thomas Rynone               | Thomas Rynone Michael Wiernicki Neil Wiernicki | Chevrolet Corvette |
| 45   | Gr. 5    | 94  | Whittington Brothers Racing | Don Whittington Hurley Haywood                 | Porsche 935K3      |

### Klassensieger
| Klasse   | Fahrer       | Fahrer           | Fahrer        | Fahrzeug                     | Platzierung im Gesamtklassement |
| -------- | ------------ | ---------------- | ------------- | ---------------------------- | ------------------------------- |
| Gr. 5    | Hans Heyer   | Riccardo Patrese |               | Lancia Beta Montecarlo Turbo | Gesamtsieg                      |
| GT       | Bruce Jenner | Chester Vincentz | Bob Garretson | Porsche 934                  | Rang 18                         |
| Trans-Am | John Bauer   | Larry Green      |               | Porsche 911SC                | Rang 12                         |

### Renndaten
- Gemeldet: 45
- Gestartet: 38
- Gewertet: 23
- Rennklassen: 3
- Zuschauer: unbekannt
- Wetter am Renntag: leichter Regen am Rennende
- Streckenlänge: 5,345 km
- Fahrzeit des Siegerteams: 6:02:15,393 Stunden
- Gesamtrunden des Siegerteams: 139
- Gesamtdistanz des Siegerteams: 755,431 km
- Siegerschnitt: 125,122 km/h
- Pole Position: Bobby Rahal – Porsche 935K3 (#71) – 1:51,638 = 175,254 km/h
- Schnellste Rennrunde: Danny Ongais – Porsche 935K3/80 (#0) – 1:53,471 = 172,423 km/h
- Rennserie: 11. Lauf zur Sportwagen-Weltmeisterschaft 1980